# Bessèges
Bessèges is een gemeente in het Franse departement Gard (regio Occitanie). De plaats maakt deel uit van het arrondissement Alès. Bessèges telde op 1 januari 2022 2.624 inwoners.

## Geografie
De oppervlakte van Bessèges bedroeg op 1 januari 2022 10,32 vierkante kilometer; de bevolkingsdichtheid was toen 254,3 inwoners per km².

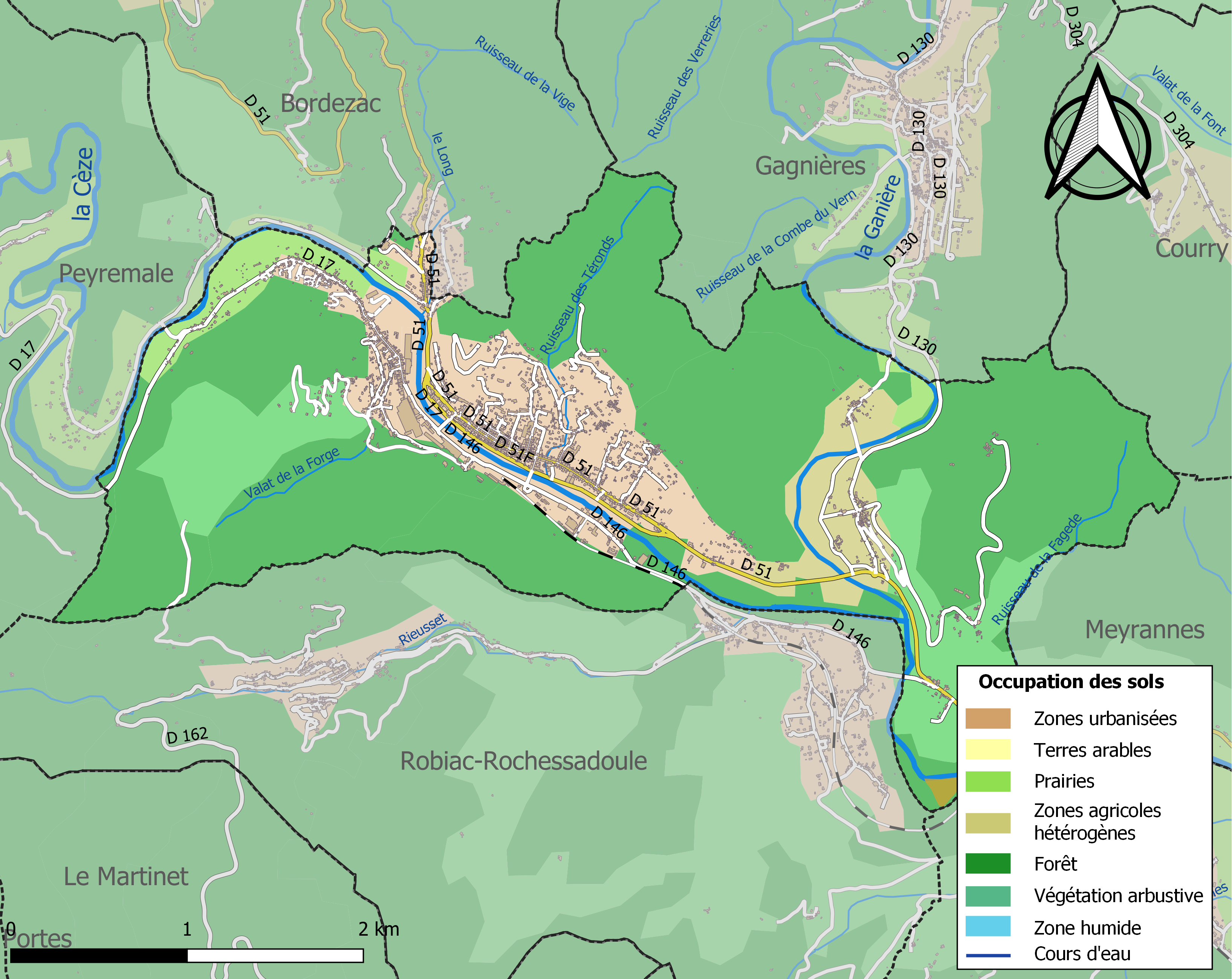
Kaart van de gemeente met belangrijkste infrastructuur, bodemgebruik en omliggende gemeenten

## Demografie
Onderstaande figuur toont het verloop van het inwonertal (bron: INSEE-tellingen).

## Sport
In februari wordt traditioneel de vijfdaagse wielerronde de Ster van Bessèges (Etoile de Bessèges) in de omgeving van Bessèges gereden. Het is traditioneel de eerste meerdaagse koers van het jaar op Europese bodem.

## Verkeer
Station Bessèges is het eindpunt van de spoorlijn Bessèges - Robiac. De exploitatie van deze lijn werd in 2012 stopgezet.